# Вилль, Георг Андреас
Георг Андреас Вилль (нем. Georg Andreas Will;  30 августа 1727, Обермихельбах — 18 сентября 1798, Альтдорф-Нюрнберг) — немецкий историк, философ. писатель и педагог. Профессор (1755), доктор философии.

## Биография
С 1744 года изучал теологию, философию, филологию и историю в Университете Альтдорфа. Затем обучался в университетах Галле и Лейпцига . 
В 1748 году вернулся в Альтдорф и стал хабилитированным доктором философии . Работал преподавателем в университете Альтдорфа. С 1755  — профессор Альтдорфского университета, несколько раз избирался ректором и деканом. 
Георг Андреас Вилль — один из выдающихся профессором университета Альтдорфа второй половины XVIII века.

## Научная деятельность
Автор ряда работ, особенно по истории Нюрнберга и его окрестностей. Составил и опубликовал в Нюрнберге словарь диалектов — Idiotikon. 
Известен как историк церкви, который опубликовал в 1770 году работу по истории движения анабаптистов во Франконии под названием Beyträge zur Frankischen Kirchen-Historie in einer Geschichte der Wiedertäufer, welche um die Zeit der gesegneten Kirchenreinigung Frankenland und besonders die Stadt Nümberg beunruhigt haben (Нюрнберг, 1770). Автор книги, написанной в духе старой лютеранской историографии, рассматривает движении анабаптистов как ложное учение. Описал интересные концессии, имевшие место во Франконии, где невинные люди были приняты за анабаптистов и казнены.
Оставил после себя библиотеку около 15 000 томов в дар Нюрнбергу.
Переводы с немецкого языка книг Георга Андреаса Вилля  в 1773 году осуществил и издал в Петербурге И. П. Хмельницкий, среди них
- «Величество и различие в царстве естества и нравов по уставу Зиждителя»
- «Краткая Энциклопедия, или Понятие о всех науках и художествах»,
- «Свет зримый в лицах».

Труды эти были напечатаны Российской Академией Наук и выдержали несколько изданий.

## Избранные публикации
- Georg Andreas Will: Nürnbergisches Gelehrtenlexikon, Band 1. Nürnberg: Lorenz Schüpfel 1755
- Georg Andreas Will: Nürnbergisches Gelehrten-Lexicon. Band 2, 1756
- Georg Andreas Will: Nürnbergisches Gelehrten-Lexicon. Dritter Theil. Nürnberg und Altdorf 1757, S. 118-119 - im Netz
- Georg Andreas Will, Christian Conrad Nopitsch: Nürnbergisches Gelehrten-Lexicon oder Beschreibung aller Nürnbergischen Gelehrten beyderley Geschlechts nach ihren Leben Verdiensten und Schriften, zur Erweiterung der gelehrten Geschichtskunde und Verbesserung vieler darinnen vorgefallenen Fehler aus den besten Quellen in alphabetischer Ordnung. Johann Leonhard Sixt Lechner, Nürnberg, 1802, 5. T., erster Suppl. - im Netz
- Georg Andreas Wills, Kaiserlich Hofpfalzgrafens und ältesten Professors zu Altdorf, Geschichte und Beschreibung der Nürnbergischen Universität Altdorf. Altdorf: in Commission der akademischen Monath-Kußlerischen Buchhandlung, 1795 (In Fraktur)
- Georg Andreas Will: Geschichte und Beschreibung der Nürnbergischen Universität Altdorf. Neudruck der 2. Ausgabe Altdorf 1801, mit Nachtrag von Christian Conrad Nopitsch. Aalen: Scientia-Verlag, 1975, XVI, 432 S., ISBN 3-511-10095-X (In Fraktur)
- Georg Andreas Will's Nürnbergisches Gelehrten-Lexicon [...] in alphabetischer Ordnung / ergänzt und fortgesetzt von Christian Conrad Nopitsch. Unveränderter Nachdruck. Neustadt an der Aisch: Schmidt.